# جيسي ك. غيلبرت
جيسي ك. غيلبرت (بالإنجليزية: Jesse C. Gilbert)‏ هو سياسي أمريكي، ولد في 1831، وتوفي في 24 سبتمبر 1894.